# Final Exam
Final Exam est un jeu vidéo de type beat them all développé par Mighty Rocket Studio, sorti sur  PlayStation 3, Xbox 360 et Microsoft Windows. 

## Accueil
- Canard PC : 8/10[2]
- GameSpot : 5/10[3]
- Jeuxvideo.com : 15/20[4]

## Développement
Initialement, le jeu devrait être un reboot de la série Obscure dont il portait le nom.
Des trailers et une démo ont été présentés à l'E3 2013